# Salacia chlorantha
Salacia chlorantha là một loài thực vật có hoa trong họ Dây gối. Loài này được Oliv. miêu tả khoa học đầu tiên năm 1868.